# 別冊ヤングチャンピオン
『別冊ヤングチャンピオン』（べっさつヤングチャンピオン）は、秋田書店発行のB5判中綴じのグラビア付き青年漫画雑誌。毎月第1火曜日発売。単行本は本誌と共用レーベルとなるヤングチャンピオンコミックスより刊行。
同社の発行する『ヤングチャンピオン』の増刊として、2014年9月30日に創刊。創刊号は2014年11月号。通巻第2号となる同年11月4日発売の同年12月号より月刊ペースでの刊行を開始した。
本誌『ヤングチャンピオン』からのスピンオフ企画作品などのほか、2014年7月25日に同年9月号をもって休刊した『プレイコミック』からの移籍作品などが掲載されている。
2023年に開始した『ヤンチャンWeb』では本誌の作品も配信されている。

## 掲載作品

### 連載作品
2025年9月号現在。
- バウンサー（みずたまこと）：2014年創刊号 -
- 落日のパトス（艶々）：2014年12月号 -
- チカーノKEI〜米国極悪刑務所を生き抜いた日本人〜（漫画：マサシ、原作：KEI）：2016年10月号[9] -
- 恋愛志向生徒会（如月群真）：2017年9月号[10] -
- じゃあ、君の代わりに殺そうか?（漫画：榊原宗々、原作：蔵人幸明）：2018年12月号[2] -
- 松かげに憩う（雨瀬シオリ）：2019年1月号[11] - ※シリーズ連載[11]→隔月連載
- 運びの犬（清水ヤスヲミ）：2019年6月号[12] -
- CIAの日常（石原まこちん）：2020年4月号 - ※シリーズ読切[13]、他誌並行連載
- 信長を殺した男 〜日輪のデマルカシオン〜（漫画：藤堂裕、原作：明智健三郎）：2021年3月号[14] -
- 明日クビになりそうEX（サレンダー橋本）：2021年6月号 -
- バトル・ロワイアル-執行者たち エンフォーサーズ-（原作：高見広春、漫画：浅田有皆）：2022年3月号 -  ※隔月連載[15]
- もしも徳川家康が総理大臣になったら―絶東のアルゴナウタイ―（原作：眞邊明人、漫画：藤村緋二）：2022年5月号[16] -
- 私刑執行人〜殺人弁護士とテミスの天秤〜（原作：草下シンヤ、監修：大槻展子、漫画：内田康平）：2023年1月号[17] -
- ばくおん!!〜天野恩紗のニコイチ繁盛記〜（漫画：蒔野靖弘、原作：おりもとみまな）：2023年10月号 -
- ウミガミ〜絶島のジェノサイド〜（原作：濱田轟天、漫画：宗像夏潼）：2024年10月号[18] -
- ATLANTA 1996（原作：綱本将也、漫画：谷嶋イサオ）：2025年4月号[19] - ※隔月連載[15]
- 終末、なに食べる？（原作：梅村真也、漫画：ヨコヤマノブオ、ネーム協力：橋本エイジ）：2025年9月号[20] -

### 完結作品
- キューピー外伝 我妻涼（漫画：今村KSK、脚本：やべきょうすけ、NAKA雅MURA、原作：髙橋ヒロシ）：2014年創刊号（最終2話掲載・完結）[7][21]←『プレイコミック』より移籍。
- びったれ!!!（漫画：高橋昌大、原作：田島隆）：2014年創刊号 - 2016年5月号←『プレイコミック』より移籍とともに改題。
- スカッズ 〜最凶の絆〜（漫画：白鳥貴久、ゲーム原作：セガネットワークス）：2014年創刊号 -
- センセ。SPECIAL EPISODE（春輝）：2014年創刊号 - 2016年2月号
- マリア（漫画：吉沢潤一、原作：井口達也）：2014年創刊号 -
- 秘すれば（かんの糖子）：2014年創刊号 - 2017年11月号→『チャンピオンクロス』に移籍[22]
- 崖っぷちルームシェア（鴻池剛）：2014年12月号 - 2021年5月号
- QP 我妻涼 〜Desperado〜（漫画：今村KSK、脚本：やべきょうすけ・NAKA雅MURA、原作：髙橋ヒロシ）：2014年12月号 - 2025年7月号[23]
- コトコノコトノハ（宵町めめ）：2014年12月号 - 2015年7月号
- みんな誰かに嫌われてるよ→ななめ下いくナナコちゃん（吉沢緑時）：2014年12月号 - 2016年10月号 ※連載途中でタイトル変更[24]
- 姉のおなかをふくらませるのは僕（作画：恩田チロ、原作：坂井音太）：2014年12月号 - 2017年3月号
- センター 〜渋谷不良同盟〜（漫画：加納康雄、脚本：フジジュン、原作：若旦那）：2015年1月号 -
- OREN’S オーレンズ（漫画：カズ・ヤンセ、原作：髙橋ヒロシ）：2015年10月号 - 2024年9月号
- Dr.キリコ－白い死神－（漫画：SANORIN、脚本：藤澤勇希、原作：手塚治虫、協力：手塚プロダクション）：2016年5月号 - 2018年12月号[2]
- にぎっとレゲエ寿司（石原まこちん）：2016年5月号 -
- 信長を殺した男〜本能寺の変 431年目の真実〜（漫画：藤堂裕、原案：明智健三郎）：2016年9月号[25] - 2020年8月号[26]
- 性食鬼外伝 うさみみ宇宙戦争（稲光伸二）： - 2016年11月号[27] ※短期集中連載[27]
- たば子ちゃん（ひみつ）：2016年11月号[27] -
- なめ猫さん〜サラリーマン、にゃめんなよ!!〜（いのうえひなこ）：2017年5月号[28] -
- 僕たちの新世界（せきやてつじ）：2017年5月号[28] -
- みんなで辞めれば怖くない（中憲人）：2017年11月号[29] -
- 姉のおなかをふくらませるのは僕 おかわり!（作画：内藤らぶか、原作：坂井音太）：2018年3月号[30] - 2019年9月号
- 大阪MADファミリー（信長アキラ）：2018年11月号[3] - 2025年3月号[31]
- OLですが、キャバ嬢やってます。（鏡なな子）：2018年11月号[3] -
- ばくおん!! 台湾篇（漫画：おりもとみまな、シナリオ原案：太田ぐいや）：2019年12月号[32] - 2023年9月号[33]
- なみだめし（九十九森、六月柿光）：2020年5月号 - 2025年3月号[34]、2025年8月号[15] ※シリーズ連載[35]、シリーズ読み切り[15]
- ステイトレス-存在なき者たち-（漫画：三日閉両、原作：マシマロウ）：2020年9月号[26] - 2022年2月号→『どこでもヤングチャンピオン』に移籍[36]

## 映像化作品
| 作品        | 放送年 | 制作               | 備考     |
| ----------- | ------ | ------------------ | -------- |
| びったれ!!! | 2015年 | ビデオプランニング | 映画あり |
| バウンサー  | 2017年 | スタジオブルー     |          |